# Angel Eyes (Roxy Music)
Angel Eyes is een nummer van de Britse band Roxy Music. Het is de derde single van hun zesde album Manifesto uit 1979. Op 10 augustus dat jaar werd het nummer op single uitgebracht.

## Achtergrond
"Angel Eyes" was de eerste single waarvoor Roxy Music een videoclip heeft gemaakt. De albumversie en de singleversie verschillen duidelijk van elkaar; de albumversie is een rocknummer, terwijl de singleversie een new wave- en synthpopnummer is. 
De plaat werd vooral een hit op de Britse eilanden, in Australië, Nieuw-Zeeland en in het Nederlandse taalgebied. Zo behaalde de plaat in thuisland het Verenigd Koninkrijk de 4e positie in de UK Singles Chart. In Nieuw-Zeeland werd de 50e positie behaald en in Australië de 89e.
In Nederland was de plaat op donderdag 16 augustus 1979 TROS Paradeplaat op de befaamde TROS donderdag op Hilversum 3 en werd een hit in de destijds drie landelijke hitlijsten op de nationale publieke popzender. De plaat bereikte de 10e positie in zowel de Nederlandse Top 40 als de TROS Top 50 en de 13e positie in de Nationale Hitparade. In de Europese hitlijst op Hilversum 3, de TROS Europarade, werd de 15e positie behaald.
In België bereikte de plaat de 4e positie in de voorloper van de Vlaamse Ultratop 50 en de 5e positie in de Vlaamse Radio 2 Top 30. In Wallonië werd géén notering behaald.

## Tracklijst
- 12" single

1. "Angel Eyes" – 6:39
2. "My Little Girl" – 3:08

- 7" single

1. "Angel Eyes" – 3:08
2. "My Little Girl" – 3:08